# Alican Özfesli
Alican Özfesli (* 1. Januar 1997 in Izmir) ist ein türkischer Fußballspieler. Seit 2021 trägt er das Trikot des Erzurumspor FK.

## Karriere

### Verein
Özfesli kam in Konak, einem Stadtteil der westtürkischen Millionenmetropole Izmir, auf die Welt. Hier begann er mit dem Vereinsfußball in der Jugend von Izmir GHSIM. Anschließend spielte er für die Nachwuchsabteilungen von Bucaspor und Altınordu Izmir.
Zur Rückrunde der Saison 2014/15 wurde er erst am Training der Profimannschaft beteiligt und gab schließlich am 28. Januar 2015 in der Pokalbegegnung gegen Bayburt Grup İl Özel İdare GS sein Profidebüt. Im Januar 2015 hatte er von seinem Klub auch einen Profivertrag erhalten.
Im Januar 2019 wurde er vom Erstligisten Istanbul Başakşehir FK verpflichtet und für den Rest der Spielzeit an Altınordu ausgeliehen.

### Nationalmannschaft
Özfesli startete seine Nationalmannschaftskarriere im März 2014 mit einem Einsatz für die türkische U-17-Nationalmannschaft.
Mit der türkischen U-20-Nationalmannschaft nahm er am Turnier von Toulon Teil und wurde mit ihr Tournierdritter.

## Erfolge
Türkische U-20-Nationalmannschaft
- Dritter im Turnier von Toulon